# Carl von Schönstein

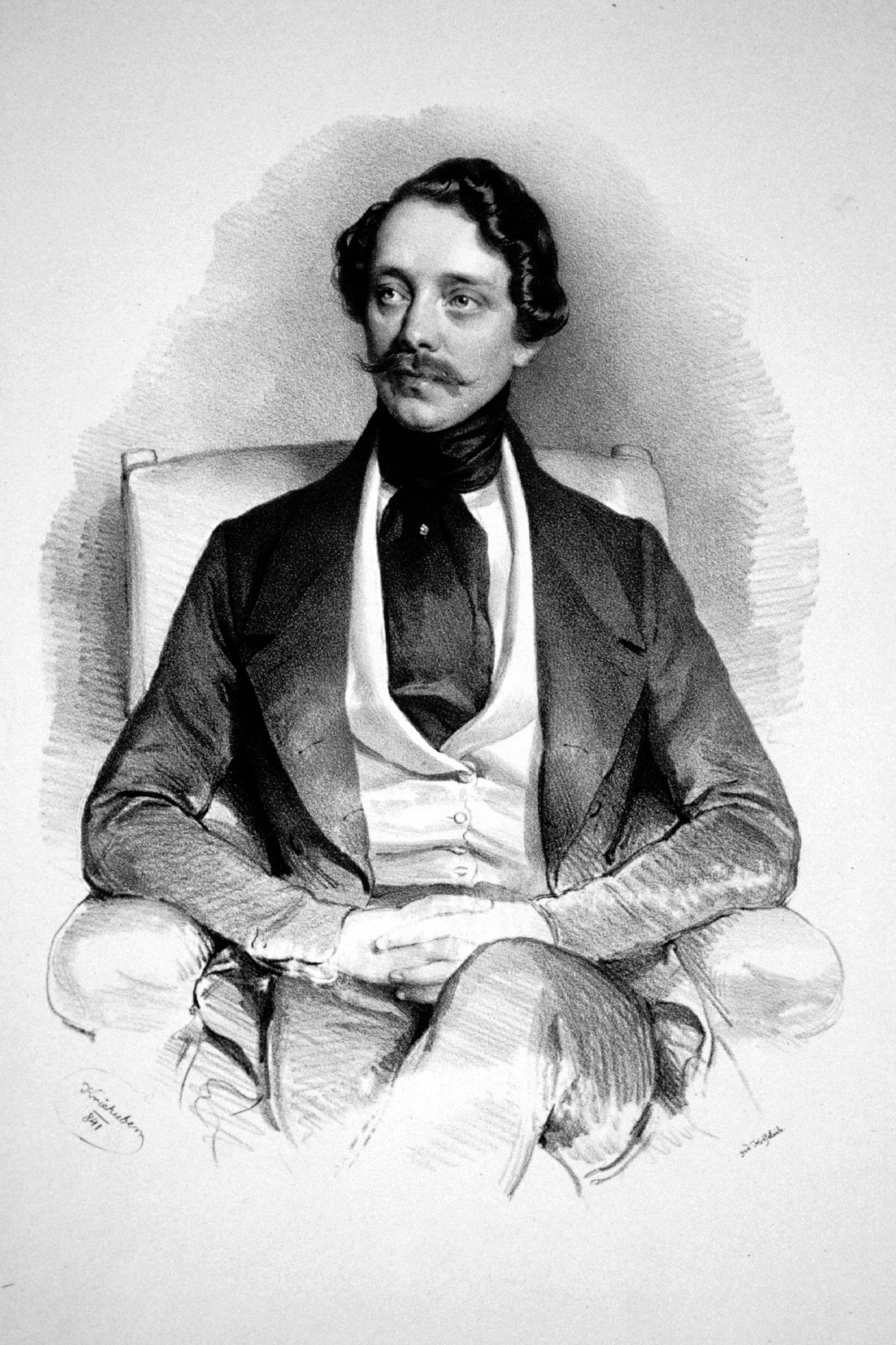
Carl von Schönstein, Lithographie von Josef Kriehuber, 1841

Carl Freiherr von Schönstein (* 27. Juni 1796 in Ofen, Ungarn; † 19. Juli 1876 Aussee, Steiermark) war ein k.k. Beamter und  Liedersänger (Tenor-Bariton).

## Leben
Schönstein war Sohn des k.k. Hofrats Franz Xaver von Schönstein und der Albertine geb. von Roussel. Ab 1813 war er Praktikant beim Pester Komitat und bei der Ungarischen Statthalterei sowie ab 1. April 1816 Konzeptspraktikant bei der Allgemeinen Hofkammer in Wien. Am 11. September 1823 wurde er zum k.k. Hofkonzipisten ernannt.
Ab 1845 war Schönstein mit Rosalia von Kleyle, der Schwester der Schriftstellerin Sophie von Löwenthal (einer Jugendliebe von Ludwig Ritter von Köchel) verheiratet. Schönstein verfügte über einen etwas höheren Tenorbariton als der von ihm als Lehrmeister und Vorbild empfundene erste große Schubert-Interpret Johann Michael Vogl.
Bei Schuberts Aufenthalten in Zelis bei der Familie Esterházy 1818 und 1824 lernte Schubert Schönstein kennen und als den idealen Interpreten seiner Lieder schätzen. Der Erstdruck des Zyklus Die schöne Müllerin ist Schönstein gewidmet. Leopold von Sonnleithner bezeichnete ihn als den „vielleicht besten Schubertsänger“ und bescheinigte dem lediglich als „Kunstfreund“ bezeichneten Interpreten „hinreichende Gesangsbildung“ sowie „ästhetische und wissenschaftliche Bildung und feines lebhaftes Gefühl“.